# Pozsonyi Szent Márton prépostság
Pozsonyi Szent Márton prépostság egykori társaskáptalan az esztergomi főegyházmegyében.
Első okmánybeli nyomát Kálmán magyar király 1100-iki dekretumában találjuk, ahol nagyobb prépostságként említik, melynek a vas és víz által való itélethozás gyakorlata megengedett.
1204-ben már létezett a káptalan a várban. Kerek-templomát a Szentséges Üdvözítő (S. Salvator) tiszteletére szentelték. A Képes krónikában látható. Legalább a 13. századtól kezdve adott ki hiteles érvényü okleveleket s prépostja püspöki törvényhatósággal bírt, mígnem III. Honoriusz pápa (1216-1227) 1221-ben engedélyezte, hogy a káptalan a váraljába települjön át, ekkor került az esztergomi érsek fennhatósága alá, és új templomot kezdtek építeni. 1271-ben II. Ottokár cseh király a templomot is feldúlta. 1277-ben hiteleshely, neve: Szentséges Üdvözítőről és Szent Mártonról nevezett prépostság. A pozsonyi prépost többi jogai közé hajdan az is tartozott, hogy az esztergomi érsek helyettese volt, Pozsony városának választott plébánosát megerősíthette, s a megürült pozsonyi kanonoki állásokat betöltethette. A prépost a pozsonyi kerület főesperese volt, akihez a pozsony városi, nagyszombat városi, bazini, somorjai, dunaszerdahelyi, malackai, stomfai, szepci, szeredi, szomolányi és nagyszombati alesperesi kerületek tartoznak. A pozsonyi társaskáptalan a préposttal együtt 13 tagból állt.
Könyvtára a Szent Márton-templom tornyában lehetett, ahol a 15. századi könyvtárnak és a későbbi gyarapodásnak 2000-ben is őrizték jelentős maradványait. Ez az egyetlen a középkori Magyarország káptalani könyvtárai közül, amelynek állományából jelentékeny rész maradt fenn eredeti helyén. Az 1425-ös vagyonleltár könyv-jegyzéke jórészt a káptalan 14. századi szerzeményeit tartalmazza. Az 1435-ös vagyonleltár 171 kötetet ír le. A kódexek majdnem fele liturgikus könyv, de jelentős a kánonjogi könyvek száma is, amit nemcsak a káptalani tagok jogi teendői indokoltak, hanem az is, hogy Veszprémben (?) komoly jogi oktatás is folyt. Egy 1472-es leltár töredékein a kanonokok könyv-kölcsönzéseit igazoló feljegyzések olvashatók, ezek a középkori könyv-használat fontos dokumentumai.
Kör alakú (34 mm) pecsétjén (valószínűleg 12. század) kéttornyos templom-épület fölött Krisztus félalakja, jobbját áldásra emeli, bal kezében könyv. Körirata pálcák között: SIGILLVM • ECCLESIE • SALVATORIS • POSONIENSIS.
A pozsonyi Emericanum gondozója volt.

## Prépostjai
- 1302-1309 Seraphinus
- 1311 Philippus
- 1317-1320 Albertus
- 1323-1328 Dörögdi Miklós
- 1331-1332 Piacenzai Jakab
- 1333 Széchényi Mihály
- 1342 Humbertus
- 1343 Pusterlai Vilmos
- 1352 Balázs
- 1358 Márton
- 1372 Elderbachi Purckhard
- 1374 Péter
- 1381 Zámbó Lőrinc
- 1402 Uski János
- 1404 Sennberg János
- 1408 Juvar János
- 1422 Sóvári Soós László
- 1429 Seiffriedus
- 1432 Hamelburgi János
- 1445 Privigyei Mihály
- 1455-1484 Schomberg György
- 1486-1495 Sánkfalvai Antal
- 1502-1513 Sánkfalvi Zele Miklós
- 1514 Zaremleny Ferenc
- 1515-1521 Balbi Jeromos
- 1522 Aczél Ferenc
- 1526 Újlaki Ferenc
- 1555 Draskovits György
- 1563 gróf Forgách Ferenc
- 1575 Radéczy István
- 1585 hetesi Pethe Márton
- 1586 Monoszlay András
- 1602 Náprági Demeter
- 1609-1616 gróf Pálffy István lemondott
- 1618-1625 Balássfy Tamás
- 1625-1636 filistáli Dávid Pál
- 1630 trakostyáni Draskovics György
- 1635 orbovai Jakusits György
- 1637 Kopcsányi Mihály
- 1646 Kisdy Benedek
- 1648 Püsky János
- 1651 Rohonczy István
- 1653 Lamody Mihály
- 1654 Tarnóczy Mátyás
- 1655 Zongor Zsigmond
- 1658 gróf Pálffy Tamás
- 1660 Szentgyörgyi Ferenc
- 1663 Szegedy Lénárt
- 1669 gróf Pálffy Tamás (másodszor)
- 1679 Kálmánczai János
- 1685 Szenczy István
- 1697 Nádasdy Miklós
- 1698 gróf Volkra Ottó János
- 1712 gróf Csáky Imre
- 1733 gróf Forgách István Pál
- 1747 kolai Zbiskó Károly
- 1755 Batthyány József
- 1760 báró Bajtay Antal
- 1773-1776 gróf Berchtold Ferenc
- 1778 Felbiger János
- 1788-1790 üres
- 1790 báró Dujardin Károly
- 1794 Sóder János
- 1809 Zimányi Ignác
- 1823 Straiter József
- 1827 gojzesti Madarassy Ferenc
- 1839 Adamkovits Mihály
- 1846 csebi Pogány Béla
- 1858 Viber József
- 1866 Jekelfalussy Vince
- 1867 kisfaludi Lipthay András
- 1872 Rónay Jácint
- 1890 Dankó József
- 1895 Knauz Nándor
- 1898 báró Horeczky Ferenc
- 1905 Komlóssy Ferenc
- 1915 Koperniczky Ferenc